# 49e brigade d'infanterie (Empire allemand)
Pour les articles homonymes, voir 49e brigade.
La 49e brigade d'infanterie (1re brigade grand-ducale hessoise) est une grande unité de l'armée prussienne.

## Histoire
Le 7 avril 1867, à la suite de la convention militaire avec la Prusse, la 49e brigade d'infanterie est formée à partir de la 1re brigade d'infanterie de l'armée grand-ducale de Hesse (de) avec son quartier général à Darmstadt. Les 1er (de) et 2e (de) régiments d'infanterie et le 1er bataillon de chasseurs (chasseurs de la Garde) lui sont subordonnés,. En 1868, la restructuration de la brigade suit la nouvelle répartition des districts de Landwehr. Le 115e régiment de Landwehr avec les bataillons de Landwehr de Gießen, Friedberg et Darmstadt lui est attribué. Avec le début de la guerre franco-prussienne à la fin de l'été 1870, les soldats du 49e brigade d'infanterie se déplace vers l'ouest selon l'ordre divisionnaire et fait ses preuves le 16 août 1870 lors de la bataille de Mars-la-Tour. Deux jours plus tard, l'unité participe à la bataille de Gravelotte et à la fin du mois, elle est impliquée dans la bataille de Noisseville. Avec le siège de Metz, les militaires allemands réussissent à forcer l'armée française à se rendre. La brigade est sous le commandement du général de division Ludwig von Wittich.
Après la guerre, la brigade forme avec la 50e brigade d'infanterie la 25e division d'infanterie, qui appartient au 11e corps d'armée
En 1912, la 49e brigade d'infanterie reste une partie de la 25e division d'infanterie et est affectée au 18e corps d'armée, qui appartient à son tour à la 7e inspection de l'armée

### Première Guerre mondiale
Le commandement suprême des troupes incombe au 18e corps d'armée, dirigé par le général Dedo von Schenck. En août 1914, dans le cadre de la mobilisation, la brigade doit constituer le 49e bataillon de remplacement de brigade, qui sera plus tard intégré au 168e régiment d'infanterie. Pendant la première année de guerre, la 49e brigade d'infanterie comprend :
- 115e régiment d'infanterie (de)
- 116e régiment d'infanterie (de)
- 117e régiment d'infanterie (de)
- 49e bataillon de tireurs d'élite de mitrailleuses
- 1er escadron du 6e régiment de dragons

Lors de la bataille de la forêt des Caures le 21/22 février 1916, le 115e régiment d'infanterie combat avec quatre autres régiments d'infanterie et parvient à capturer le secteur au nord de Verdun.

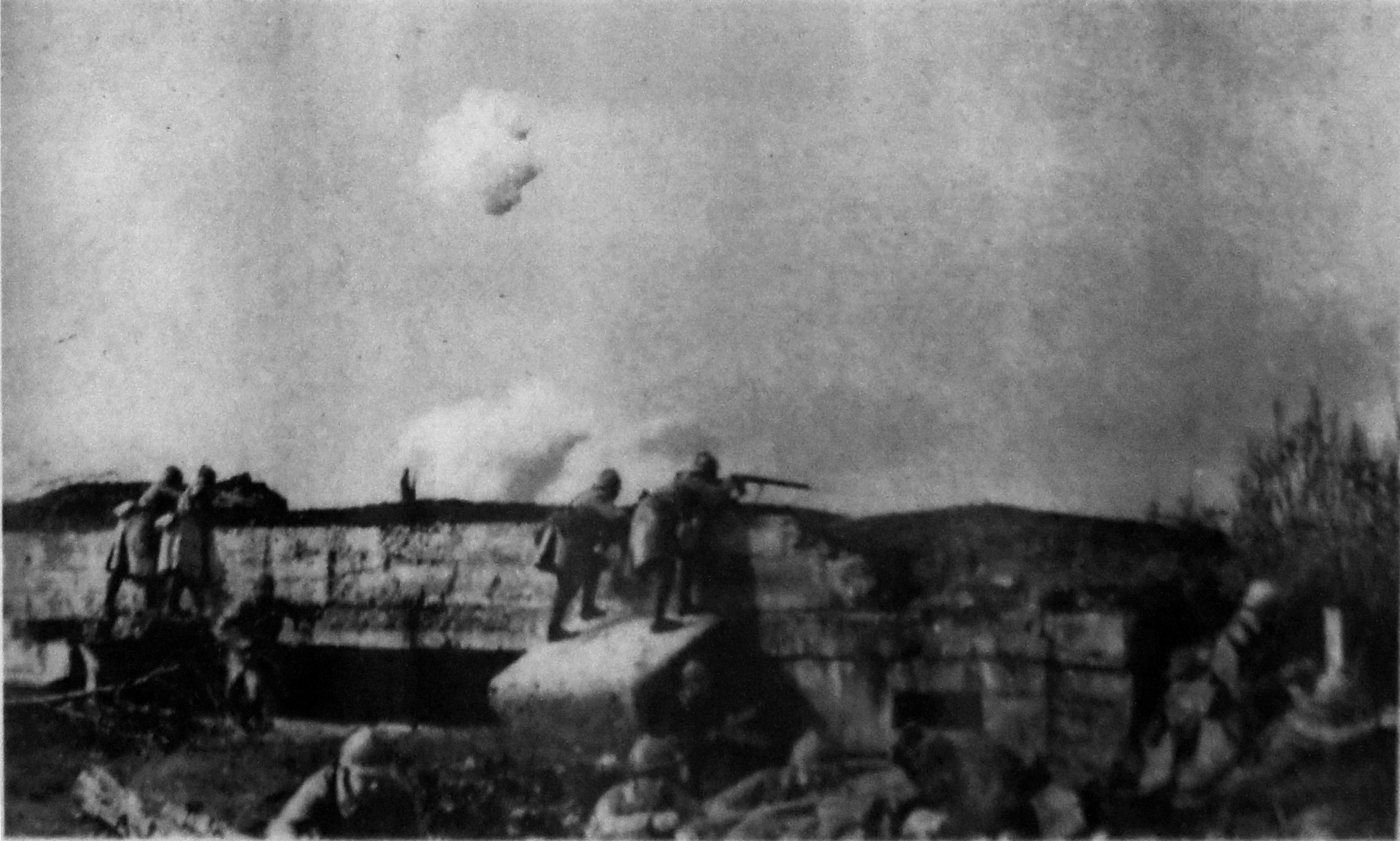
Bataille de la forêt des Caures en février 1916

Lors de la bataille de Verdun, les unités des deux camps subissent de lourdes pertes dans la guerre des tranchées. Lors de la bataille de la Somme, qui s'achève en novembre 1916 sans décision militaire, le 18e corps d'armée déploie ses unités. Hermann von Dresler und Scharfenstein est le dernier commandant de la 25e division d'infanterie. Après l'armistice de Compiègne, il se retire avec les troupes hessoises du territoire occupé et conduit les unités vers leurs garnisons d'origine.

### Unités supérieures
- 1867 - 1914 25e division d'infanterie
- 1872 – 1899 11e corps d'armée à Cassel
- 1899 – 1914 18e corps d'armée et 25e division d'infanterie
- 1914 – 1918 25e division d'infanterie

### Unités subordonnées

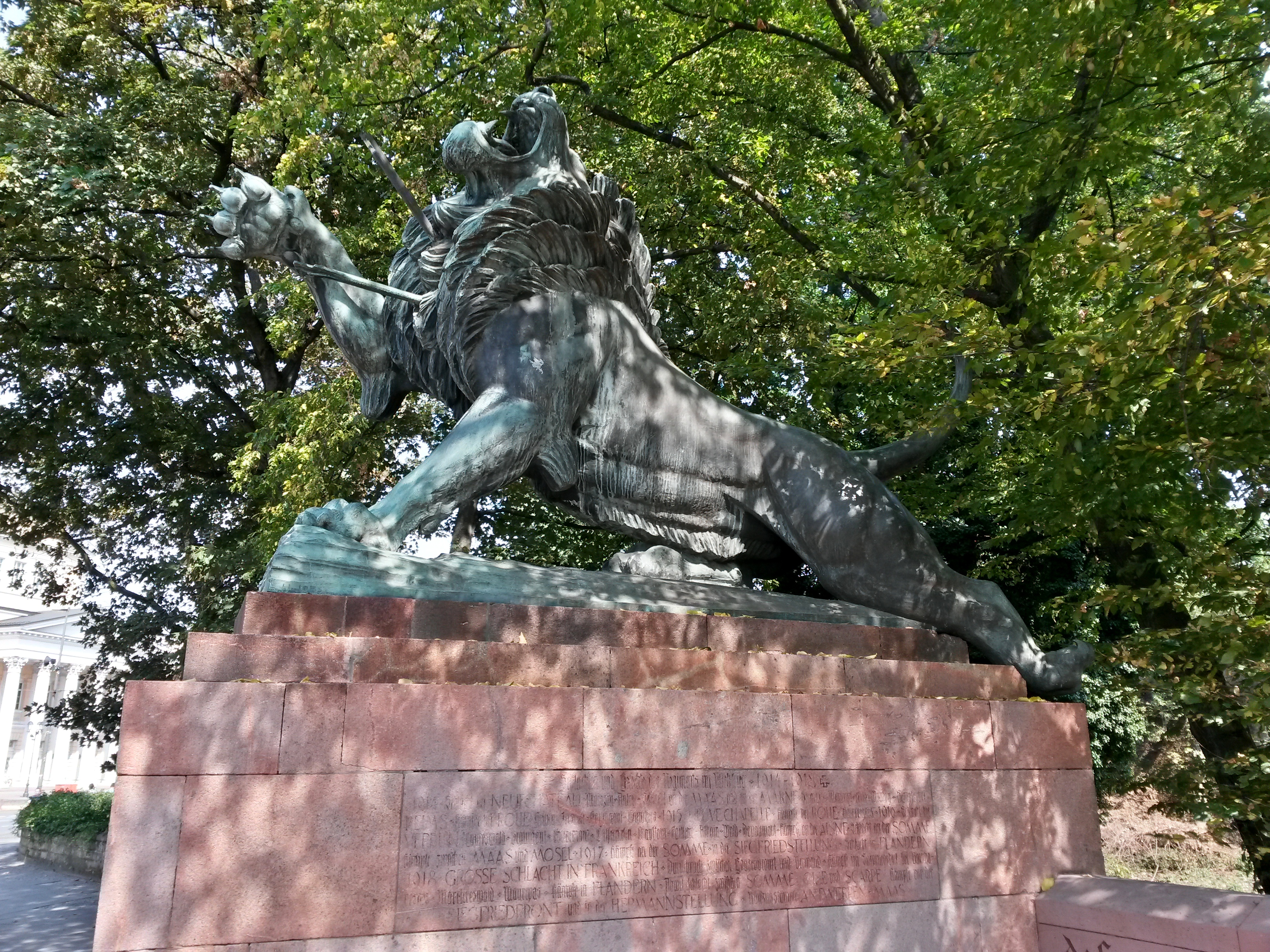
Monument du 115e régiment d'infanterie sur la place de la Paix à Darmstadt

Confédération de l'Allemagne du Nord 1868
- 1er régiment d'infanterie (régiment du Corps de la Garde) à Worms
- 2e régiment d'infanterie (régiment Grand-duc) à Offenbach
- 1er bataillon de chasseurs à Gießen

1872 – 1889
- 115e régiment d'infanterie (de)
- 116e régiment d'infanterie (de)
- 115e régiment de Landwehr
- 116e régiment de Landwehr

1889 – 1897
- 115e régiment d'infanterie (de)
- 116e régiment d'infanterie (de)

1897 – 1914
- 115e régiment d'infanterie (de)
- 116e régiment d'infanterie (de)
- 168e régiment d'infanterie

Structure de guerre 1914-1918 du 2 au 17 août 1914
- 115e régiment d'infanterie (de)
- 116e régiment d'infanterie (de)
- 1er escadron du 6e régiment de dragons

Structure de guerre le 8 mars 1918
- 115e régiment d'infanterie (de),
- 116e régiment d'infanterie (de),
- 117e régiment d'infanterie (de)
- 49e bataillon de tireurs d'élite de mitrailleuses
- 1er escadron du 6e régiment de dragons

## Commandants
- 7 avril 1867: Oberst Johann Christian Bickel
- 23 août 1869: Generalmajor/Generalleutnant Ludwig von Wittich
- 1 janvier 1872: Generalmajor Fedor von Winckler
- 12 octobre 1872: Oberst/Generalmajor Otto von Foerster (de)
- 14 janvier 1879: Generalmajor Ferdinand von Sannow
- 12 juin 1880: Oberst/Generalmajor Julius von Hertzberg (de)
- 16 août 1883: Generalmajor Wilhelm Heinrich Adolf von Grote
- 19 février 1885: Oberst/Generalmajor Ferdinand von Wulffen (de)
- 4 août 1888: Generalmajor Max von der Planitz
- 1 avril 1890: Friedrich von Obernitz (de)
- 17 mai 1893: Alexander von Oppen
- 13 mai 1895: Karl von Holwede
- 17 juin 1897: Generalmajor Heinrich von Fransecky (de)
- 12 août 1898: Oberst/Generalmajor/Generalleutnant Paul von Ploetz
- 14 novembre 1901: Oberst/Generalmajor Alexander von Kanitz
- 14 février 1905: Rudolf von Bünau (de)
- 16 octobre 1906: Generalmajor Maxton von Hartmann (de)
- 18 novembre 1907: Oberst/Generalmajor Hermann von François
- 20 mars 1911: Generalmajor Franz von Branconi (de)
- 13 septembre 1912: Oberst Werner von Voigts-Rhetz
- 19 novembre 1912: Generalmajor Leo von Stocken (de)
- 7 juillet 1913: Generalmajor Paul von Uthmann (de)
- 30 juillet 1915: Oberst/Generalmajor Johannes von Dassel (de)
- 27 novembre 1917: Carl Graup
- 2 juin 1918: Oberst Friedrich Karl von Witzleben (de)
- 8 février 1919: Heinrich von Jordan